# Vali Ionescu
Vali Ionescu-Caciureac (n. 31 august 1960, Turnu Măgurele, Teleorman, România) este o fostă săritoare în lungime română.

## Carieră
În anii '80 a devenit de opt ori campioană națională. În anul 1982 ea a câștigat medalia de bronz la Campionatul European în sală de la Milano. În sezonul de aer liber a stabilit un nou record mondial cu o săritură de 7,20 m și la Campionatul European de la Atena a câștigat aurul în fața Anișoarei Cușmir.
La Jocurile Olimpice de vară din 1984 de la Los Angeles Vali Ionescu a obținut medalia de argint de data aceasta în urma Anișoarei Cușmir. La Campionatul European din 1986 de la Stuttgart s-a clasat pe locul 4 și la Campionatul Mondial în sală din 1987 a ocupat locul 5.
Ea a fost legitimată la CS Rapid București. Apoi a activat ca antrenoare, vicepreședinte și președinte la Rapid. Apoi a devenit secretarul general al Federației Române de Atletism.
În 2000 i-a fost conferită Crucea Națională „Serviciul Credincios” clasa I și în 2004 a primit Ordinul Meritul Sportiv clasa a-II.
Este căsătorită cu fostul fotbalist Vasile Caciureac și au doi copii împreună: Alexandra și Sergiu.

## Realizări
| An   | Competiție                   | Locație             | Loc | Note |
| ---- | ---------------------------- | ------------------- | --- | ---- |
| 1981 | Universiada                  | București, România  | 3   | 6,61 |
| 1982 | Campionatul European în sală | Milano, Italia      | 3   | 6,52 |
| 1982 | Campionatul European         | Atena, Grecia       | 1   | 6,79 |
| 1983 | Universiada                  | Edmonton, Canada    | 3   | 6,56 |
| 1983 | Campionatul Mondial          | Helsinki, Finlanda  | 9   | 6,62 |
| 1984 | Jocurile Olimpice            | Los Angeles, SUA    | 2   | 6,81 |
| 1985 | Campionatul European în sală | Pireu, Grecia       | 6   | 6,49 |
| 1986 | Campionatul European         | Stuttgart, Germania | 4   | 6,81 |
| 1987 | Campionatul Mondial în sală  | Indianapolis, SUA   | 5   | 6,56 |
| 1987 | Campionatul Mondial          | Roma, Italia        | 18  | 6,30 |

## Recorduri personale
| Probă                       | Performanță | Dată              | Locație   |
| --------------------------- | ----------- | ----------------- | --------- |
| Săritură în lungime         | 7,20 m      | 1 august 1982     | București |
| Săritură în lungime în sală | 6,96 m      | 14 februarie 1988 | Bacău     |